# Port Macquarie
Port Macquarie ist eine Hafenstadt und ein Badeort mit rund 48.000 Einwohnern im australischen Bundesstaat New South Wales an der Mündung des Hastings Rivers und gehört zu den am schnellsten wachsenden Städten in Australien. 

## Geschichte
Die Gegend der heutigen Stadt wurde von Europäern erstmals 1802 von Matthew Flinders beschrieben, der die Küste Australiens vermaß. 1818 erreichte John Oxley die Küste, als er dem Hastings River vom Inland her folgte, empfahl sie zur Besiedlung und benannte das Gebiet Port Macquarie nach dem damaligen Gouverneur von New South Wales, Lachlan Macquarie.
Port Macquarie wurde 1821 als erste Siedlung an der Nordküste gegründet. Sie wurde mit Gefangenen bevölkert, die in der Kolonie in Sydney eines Verbrechens schuldig befunden wurden. Diese Gefangenen mussten die Hafenanlage bauen und im Hinterland Zedern fällen.

## Geographie
Port Macquarie liegt an der Mid North Coast, deren südliches Ende sich mit Seal Rocks ungefähr 270 km nördlich von Sydney befindet und deren nördliches Ende in Coffs Harbour liegt.
Port Macquarie ist Zentrum und Verwaltungssitz des lokalen Verwaltungsgebiets Port Macquarie-Hastings Council.

### Klima
|                       | Jan  | Feb  | Mär  | Apr  | Mai  | Jun  | Jul  | Aug  | Sep  | Okt  | Nov  | Dez  |   |      |
| Mittl. Tagesmax. (°C) | 27,5 | 27,5 | 26,3 | 24,1 | 21,5 | 19,4 | 18,6 | 20,2 | 22,6 | 23,9 | 24,9 | 26,6 | ⌀ | 23,6 |
| Mittl. Tagesmin. (°C) | 18,2 | 18,4 | 16,7 | 13,7 | 10,5 | 8,0  | 6,6  | 6,7  | 9,4  | 12,0 | 15,0 | 16,8 | ⌀ | 12,6 |

| 18,2 |

| 18,4 |

| 16,7 |

| 13,7 |

| 10,5 |

| 8,0 |

| 6,6 |

| 6,7 |

| 9,4 |

| 12,0 |

| 15,0 |

| 16,8 |

| 18,2 |

| 18,4 |

| 16,7 |

| 13,7 |

| 10,5 |

| 8,0 |

| 6,6 |

| 6,7 |

| 9,4 |

| 12,0 |

| 15,0 |

| 16,8 |

## Sehenswürdigkeiten
Hauptattraktion sind die feinsandigen Küstenstrände. In Port Macquarie befindet sich auch ein Koala-Hospital, in dem Koalas, die durch Autounfälle verletzt wurden oder bei Bränden erblindeten, gepflegt und behandelt werden. Im Dezember 2024 hat das neue "Guulabaa Breeding Center" des Koala-Hospitals eröffnet. Es wurde durch Spenden nach den desaströsen Buschbränden 2019 finanziert und soll die bedrohte Koala-Population stärken.
Eine weitere Attraktion ist das Sea Acres National Park and Rainforest Centre, wo man auf einem Plankenweg durch den Regenwald spazieren kann. Freiwillige Helfer erklären die Tier- und Pflanzenwelt. 
Im Sumpfgebiete Kooloonbung Creek, einem Nebenflusses des Hastings Rivers, lebt eine bedeutende Kolonie von Flughunden, welche bis zu 100.000 Tiere umfassen kann.

## Sport
- Das 12. Gruppenspiel der Snookerweltmeisterschaft 1971 wurde in Port Macquarie ausgetragen.

- Seit 2006 wird hier im Mai mit dem Ironman Australia ein Triathlon über die Langdistanz (3,86 km Schwimmen, 180,2 km Radfahren und 42,195 km Laufen) ausgetragen.

## Söhne und Töchter der Stadt
- George Lewis Becke (1855–1913), australischer Schriftsteller britischer Herkunft
- Clyde Cook (1891–1984), australischer Komiker und Schauspieler
- Caitlin Cooper (* 1988), Fußballspielerin
- James Magnussen (* 1991), australischer Schwimmer
- Adam Taylor (* 1991), Tennisspieler
- Jason Taylor (* 1994), Tennisspieler
- Lachlan Morton (* 1992), australischer Radrennfahrer